# Ауртни Арасон
Ауртни Гьойтюр Арасон (на исландски Árni Gautur Arason) е исландски футболист, вратар. Роден е на 7 май 1975 г. в Рейкявик. Започва професионалната си кариерата в исландския ИА Акранес. От 2008 г. е играч на норвежкия Од Гренлан. В продължение на 9 години той е неизменен титуляр на исландския национален отбор по футбол.